# Docalidia caterva
Docalidia caterva är en insektsart som beskrevs av Nielson 1986. Docalidia caterva ingår i släktet Docalidia och familjen dvärgstritar. Inga underarter finns listade i Catalogue of Life.